# Phường 10, Mỹ Tho
Phường 10 là một phường cũ thuộc thành phố Mỹ Tho, tỉnh Tiền Giang cũ, Việt Nam.
Phường 10 có diện tích 2,83 km², dân số là 10.433 người, mật độ dân số đạt 3.688 người/km².

## Địa lý
Phường 10 nằm ở phía tây thành phố Mỹ Tho, có vị trí địa lý:
- Phía đông giáp xã Đạo Thạnh qua sông Bảo Định
- Phía đông nam giáp Phường 5
- Phía tây giáp xã Trung An và xã Phước Thạnh
- Phía nam giáp Phường 6
- Phía bắc giáp xã Long An, huyện Châu Thành.

## Lịch sử
Ngày 9 tháng 12 năm 2003, Chính phủ ban hành Nghị định số 154/2003/NĐ-CP về việc thành lập phường thuộc thành phố Mỹ Tho.
Ngày 19 tháng 12 năm 2003, Ủy ban nhân dân tỉnh Tiền Giang ban hành Công văn số 1239/CV-UB về việc tổ chức triển khai thực hiện Nghị định số 154/NĐ-CP.
Ngày 9 tháng 1 năm 2004, Thành ủy Mỹ Tho ban hành Quyết định số 1256-QĐ/TU về việc thành lập Đảng bộ Phường 10 thành phố Mỹ Tho. Ngày 12 tháng 1 năm 2004, Ủy ban nhân dân thành phố Mỹ Tho ban hành Thông báo số 07/TB-UB về việc thành lập phường và Quyết định số 08/QĐ-UB ngày 6 tháng 1 năm 2004 về việc chỉ định Ủy ban nhân dân lâm thời Phường 10.

## Hành chính
Phường 10 được chia thành 6 khu phố: 1, 2, 3, 4, 5, Trung Lương.

## Xã hội

### Cơ quan nhà nước
- Trường Văn hóa 2 – Bộ Công an
- Công ty Lương thực tỉnh Tiền Giang
- Ban Quản lý dự án đầu tư xây dựng công trình Nông nghiệp và Phát triển nông thôn tỉnh Tiền Giang

### Giáo dục
- Trường Tiểu học Thái Sanh Hạnh
- Trường THCS Bảo Định

### Chợ
- Chợ Đạo Thạnh (Chợ Cầu Cống)
- Chợ Trung Lương (Chợ Bà Đò)

## Văn hóa

### Tôn giáo, tín ngưỡng
- Chùa Lương Phước
- Chùa Giác Hạnh
- Tịnh xá Ngọc Luật
- Tịnh xá Ngọc Trung

## Giao thông
Phường 10 nằm ở vị trí cửa ngõ phía Tây của thành phố Mỹ Tho, có cả ba quốc lộ đi qua thành phố là Quốc lộ 1, Quốc lộ 50, và Quốc lộ 60. Đường Ấp Bắc lần lượt nối tiếp Quốc lộ 1 và Quốc lộ 60 để dẫn vào trung tâm thành phố.
Nút giao của Quốc lộ 1 và Quốc lộ 60 được gọi là Ngã ba Trung Lương. Đây là một trong những nút giao thông quan trọng của thành phố Mỹ Tho, là điểm tập trung các tuyến đường huyết mạch giúp kết nối thành phố Mỹ Tho với các huyện phía Tây của tỉnh Tiền Giang và với tỉnh Long An, Thành phố Hồ Chí Minh. Đây cũng là nơi đón lưu lượng giao thông rất lớn từ người dân ở các tỉnh miền Tây di chuyển đến Thành phố Hồ Chí Minh.
Quốc lộ 50 đoạn đi qua Phường 10 là phần kết thúc. Đây là tuyến đường giúp kết nối thành phố Mỹ Tho với thành phố Gò Công, tỉnh Long An, và khu vực phía Nam của Thành phố Hồ Chí Minh gồm huyện Bình Chánh và Quận 8; là một trong những tuyến đường duyên hải song hành với Quốc lộ 1 đi qua các tỉnh vùng Đồng bằng sông Cửu Long.
Quốc lộ 60 đoạn đi qua thành phố Mỹ Tho thường xuyên xảy ra kẹt xe và tai nạn giao thông nghiêm trọng. Trong 8 tháng đầu năm 2024, trên đoạn đường này xảy ra 10 vụ tai nạn giao thông, làm chết 10 người, bị thương 1 người. Riêng ngã tư Quốc lộ 60 – Ấp Bắc – Nguyễn Quân xảy ra 4 vụ tai nạn giao thông, làm chết 4 người. Năm 2025, đèn giao thông ở ngã tư Quốc lộ 60 – Ấp Bắc – Nguyễn Quân đã được nâng cấp để khắc phục các vấn đề về giao thông.
Phường 10 có Bến xe Tiền Giang. Bến xe có các tuyến nội tỉnh đi thành phố Gò Công, thị xã Cai Lậy và huyện Cai Lậy, huyện Cái Bè; và các tuyến liên tỉnh đi Bến xe Miền Tây ở Thành phố Hồ Chí Minh, các tỉnh thành khác như Cần Thơ, Cà Mau, An Giang, Kiên Giang, Bà Rịa – Vũng Tàu, Tây Ninh, Bình Định.

### Đường
Các tuyến đường chính của Phường 10:
- Ấp Bắc
- Quốc lộ 1
- Quốc lộ 50
- Nguyễn Thị Thập (Quốc lộ 60)
- Nguyễn Quân
- Hồ Văn Nhánh
- Trần Văn Hiển

### Cầu
- Cầu Nguyễn Quân
- Cầu Trung Lương
- Cống Bảo Định

### Bến xe
- Bến xe Tiền Giang